# Nils Asther
Nils Anton Alfhild Asther (Copenhaguen, Dinamarca, 17 de gener de 1897 - Estocolm, Suècia, 13 d'octubre de 1981) va ser un actor suec actiu a Hollywood des de 1926 a mitjans de la dècada de 1950, per la bellesa del seu rostre va ser anomenat "the male Greta Garbo" (era homosexual).

## Biografia
Asther, malgrat ser fill de suecs, va néixer a Copenhaguen. Després va viure a Limhamn, a Malmö i Estocolm. Es va iniciar en el teatre i el cinema a Suècia i Alemanya entre 1918 i 1926.

## Filmografia parcial
- The Wings (1916)
- Hittebarnet (1917)
- The Golden Butterfly (1926)
- Her Husband's Wife (1926)
- Three Cuckoo Clocks (1926)
- Wrath of the Seas (1926)
- Topsy and Eva (1927)
- The Man with the Counterfeit Money (1927)
- Sorrell and Son (1927)
- The Cossacks (1928)
- Laugh, Clown, Laugh (1928)
- Our Dancing Daughters (1928)
- The Cardboard Lover (1928)
- Wild Orchids (1929)
- The Single Standard (1929)
- The Sea Bat (1930)
- If I Were Free (1933)
- The Bitter Tea of General Yen (1933)
- The Right to Romance (1933)
- Madame Spy (1934)
- Guilty Melody (1936)
- Make-Up (1937)
- Tea Leaves in the Wind (1938)
- The Man Who Lost Himself (1941)
- The Night of January 16th (1941)
- Flying Blind (1941)
- Night Monster (1942)
- Mystery Broadcast (1943)
- Bluebeard (1944)
- The Man in Half Moon Street (1944)
- Love, Honor and Goodbye (1945)
- The Feathered Serpent (1948)
- Samson and Delilah (1949)
- När mörkret faller (1960)
- Svenska Floyd (1961)
- The Lady in White (1962)
- Suddenly, a Woman! (1963)

## Teatre
- La importància de ser Frank Autor: Oscar Wilde, Director: Gustaf Linden, Premiere: 1923-02-27, Royal Dramatic Theatre, Estocolm
- The Admirable Crichton Author: J. M. Barrie, Director: Karl Hedberg, Premiere: 1923-10-12 Royal Dramatic Theatre, Estocolm
- Otel·lo Autor: William Shakespeare, Director: Olof Molander, Premiere: 1924-02-08 Royal Dramatic Theatre, Estocolm
- The Strong Are Lonely Escrit per Fritz Hochwalder, Dirigit per Margaret Webster, Estrena: 29 Sep 1953, Teatre: Broadhurst Theatre, Nova York